# Racemização
Em química, racemização é a conversão de uma mistura enantiomericamente pura, isto é, onde apenas um dos enantiómeros está presente, numa mistura racémica e opticamente inativa, com quantidades equimoleculares dos enantiómeros dextrogiro (+) e levogiro (-), ambas em equilíbrio dinâmico. 
Devido as interações intermoleculares a mistura resultante pode possuir propriedades físicas e químicas totalmente diferentes como: densidade, solubilidade, ponto de fusão, índice de refração, espectro de absorção etc. A rancemização pode se dar por meio de vários mecanismos diferentes e tem demasiada importância no ramo da farmacologia, uma vez que muitos medicamentos podem sofrer racemização dentro de organismos vivos e originar novas substâncias com efeitos farmacêuticos indesejáveis.

## Estereoquímica

Dois enantiômeros de um aminoácido com carbono quiral.

As moléculas quirais são moléculas que contém um carbono com quatro ligantes diferentes. Elas são opticamente ativas, ou seja, têm a propriedade de desviar o plano de um feixe de luz polarizada. Devido a sua assimetria, sua imagem não pode ser sobreposta à sua imagem especular, as duas formas são chamadas de enantiômeros. Os enantiômeros desviam o plano da luz polarizada em ângulos iguais, porém em direções opostas. As formas levógira e dextrógira, designadas arbritariamente como (-) e (+), giram o plano de polarização da luz para a esquerda e para a direita, respectivamente. Dessa forma, uma mistura com proporções equivalentes de dois enantiômeros (-) e (+) não rotaciona o plano de uma luz polarizada, sendo opticamente inativa. Misturas como essa são ditas racêmicas. Quando um determinado enantiômero entra em equilíbrio com o outro enantiômero do par, diz-se que ele sofreu racemização.

### Pureza óptica e excesso de enantiômero
A atividade óptica de uma amostra de moléculas quirais é proporcional à razão entre os enantiômeros presentes. Ela é máxima quando apenas um dos enantiômeros está presente e nula quando os dois se encontram em proporções equivalentes. É muito comum, na prática, encontrar misturas em que um enantiômero está em excesso com relação ao outro. O excesso de enantiômero ({\displaystyle ee}) mede esse excesso no racemato, sendo obtido a partir da rotação específica da mistura e do enantiômero puro. Também é conhecido como pureza óptica e é dado por:
{\displaystyle (ee)={\frac {[\alpha ]_{\mbox{mistura}}}{[\alpha ]_{\mbox{enantiômero puro}}}}\times 100\%}
A rotação específica {\displaystyle [\alpha ]_{\gamma }^{t}} de um composto quiral para uma dada temperatura {\displaystyle t} e comprimento de onda {\displaystyle \gamma } é definida como:
{\displaystyle [\alpha ]_{\gamma }^{t}={\frac {\alpha }{l.c}}}
em que {\displaystyle \alpha } é a rotação óptica observada em graus, através de um polarímetro, {\displaystyle l} é caminho óptico da célula em decímetros e {\displaystyle c} a concentração em gramas por mililitro de solução. Devido a complexidade de sua grandeza, é comum os valores para {\displaystyle [\alpha ]} dos compostos aparecerem sem unidade de medida associada.